# Wurbach
Wurbach ist ein Gemeindeteil des Marktes Marktrodach im Landkreis Kronach (Oberfranken, Bayern).

## Geographie
Das Dorf liegt im Talgrund der Losnitz am Wurbacher Graben, einem rechten Zufluss der Losnitz. Im Osten befindet sich die Fränkische Linie. Hier steigt das Gelände schroff an zum Sommer- und Winterberg. Ein Anliegerweg führt 0,6 km südwestlich zur Bundesstraße 303 zwischen Waldbuch im Südosten und Großvichtach im Nordwesten.

## Geschichte
Gegen Ende des 18. Jahrhunderts bestand Wurbach aus 9 Anwesen. Das Hochgericht übte das bayreuthische Vogteiamt Seibelsdorf aus, was aber vom bambergischen Centamt Wartenfels bestritten wurde. Die Dorf- und Gemeindeherrschaft hatten das Amt Stadtsteinach und das Rittergut Seibelsdorf, was wiederum vom Vogteiamt Seibelsdorf bestritten wurde. Grundherren waren das Kastenamt Stadtsteinach (4 Güter, 1 Mahlmühle) und das Rittergut Seibelsdorf (1 Hof, 2 Sölden, 1 Schmiede).
Von 1797 bis 1808 unterstand der Ort dem Justiz- und Kammeramt Kulmbach. Mit dem Gemeindeedikt wurde Wurbach dem 1808 gebildeten Steuerdistrikt Seibelsdorf und der im gleichen Jahr gebildeten Ruralgemeinde Seibelsdorf zugewiesen. Am 1. Mai 1978 wurde Wurbach im Rahmen der Gebietsreform in die Gemeinde Marktrodach eingegliedert.

### Baudenkmäler
- Backhaus
- Haus Nr. 6: Ehemaliges Wohnstallhaus

- Haus Nr. 7: Zweigeschossiges, verputzt massives Walmdachhaus, drei zu vier Achsen; Sandsteingliederungen: Sockel, Eckpilaster, geschossteilendes Gurtband, Fenster- und Türrahmungen; Wohnungstür mit waagrechter Gesimsverdachung, darunter am Sturz bezeichnet „Johann Michael Soellner“, am Scheitelstein „Nro 7 1828“. Östlich eingeschossiger, verputzt massiver Stallanbau mit Satteldach, wohl ebenfalls frühes 19. Jahrhundert.[6] Das Haus listete Tilmann Breuer in dem Buch Landkreis Kronach von 1964 mit seiner ursprünglichen Hausnummer als Kunstdenkmal auf. Es wird in der Denkmalschutzliste nicht geführt, da es entweder nicht aufgenommen, abgebrochen oder stark verändert wurde.

### Einwohnerentwicklung
| Jahr      | 001818 | 001819 | 001861 | 001871 | 001885 | 001900 | 001925 | 001950 | 001961 | 001970 | 001987 |
| Einwohner |        | 44     | 59     | 70     | 70     | 41     | 53     | 60     | 47     | 41     | 37     |
| Häuser    | 9      |        |        |        | 9      | 10     | 9      | 9      | 9      |        | 11     |
| Quelle    | [ 5 ]  | [ 8 ]  | [ 9 ]  | [ 10 ] | [ 11 ] | [ 12 ] | [ 13 ] | [ 14 ] | [ 15 ] | [ 16 ] | [ 1 ]  |

## Religion
Wurbach ist seit der Reformation evangelisch-lutherisch geprägt und nach Seibelsdorf gepfarrt.